# Blanche Peyron
Pour les articles homonymes, voir Peyron.
Blanche Peyron (Lyon, 8 mars 1867 – Paris 7e, 21 mai 1933), est une officière de l'Armée du salut. Elle est principalement connue pour la fondation du Palais de la Femme, hôtel social pour femmes à Paris.

## Biographie
Blanche Roussel est née le 8 mars 1867 à Lyon au 7, place du Consulat (actuelle place d'Helvétie), sur la rive gauche du Rhône, de Napoléon Roussel, pasteur de l’Église libre de Lyon, ville dont il est originaire, et de Mary Stuart, Ecossaise descendant d'une famille noble, les Stuart of Annat. Le père de Blanche meurt le 8 juin 1878, alors qu'elle n'a que 11 ans. 
Son engagement commence à Glasgow, où elle rencontre « la Maréchale », Catherine Booth-Clibborn ; alors jeune mondaine de 17 ans, elle quitte tout pour s’enrôler dans l'Armée du salut en ayant pour objectif de venir en aide aux démunis, quelle que soit leur confession. Elle épouse Albin Peyron en 1891 et s'engage avec lui dans la lutte pour soutenir les défavorisés.

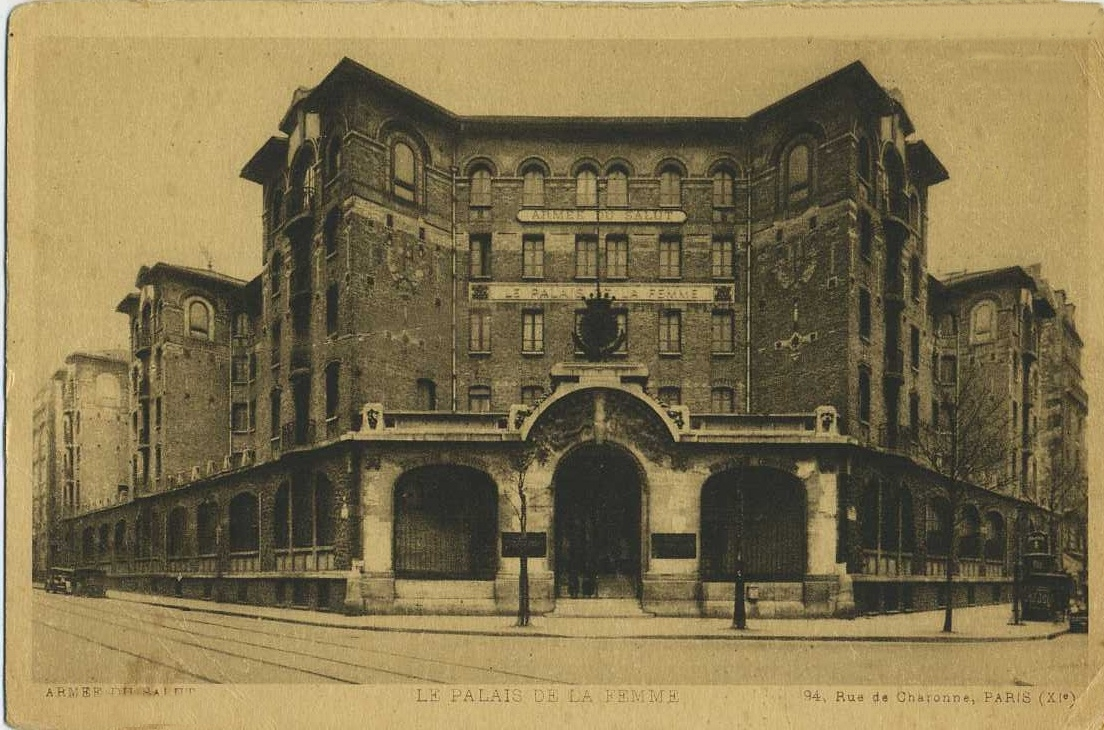
Le palais de la Femme dans les années 1920.

Blanche Peyron acquiert par la suite le statut de capitaine dans l'Armée du salut.
En 1925, elle réunit les fonds nécessaires pour acheter un grand hôtel à Paris, rue de Charonne afin d’y loger des femmes dans la précarité, qui est renommé le Palais de la Femme et ouvre ses portes en 1926.
Elle est nommée chevalier de la Légion d’honneur le 16 janvier 1931.
Elle meurt à Paris le 21 mai 1933, et elle est inhumée au château de Saint-Georges-les-Bains.

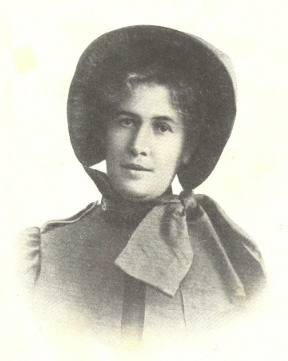
Blanche Peyron vers 1915.

## Postérité
En 1933, un établissement social de l'Armée du salut à Nîmes reçoit le nom de Villa Blanche-Peyron.
La rue Albin-et-Blanche-Peyron à Nîmes lui rend hommage.
Une allée porte son nom au Haillan.
La romancière Lætitia Colombani lui consacre un large portrait dans son roman Les Victorieuses, paru en mai 2019.